# Aneth (Utah)
Pour la plante de la famille des Apiacées, voir aneth.
Aneth est une census-designated place américaine située dans le comté de San Juan, dans l’Utah. Lors du recensement de 2000, sa population s’élevait à 598 habitants.
Aneth est peuplée à 98,83 % par des Navajos. Le nom navajo d’Aneth est T'áá Bíích'į́į́dii.

## Histoire
Au début des années 1880, c’est un lieu de commerce avec les Navajos. Son nom est Holyoak en 1886, puis il est changé en Anseth aux alentours de 1900, avant de prendre son nom actuel, d’après le nom d’un des pionniers qui a peuplé la région.

## Source
- (en) Cet article est partiellement ou en totalité issu de l’article de Wikipédia en anglais intitulé « Aneth, Utah » (voir la liste des auteurs).